# Проненко, Евгений Александрович
Евгений Александрович Проненко (родился 6 июня 1984 года в Норильске) — российский регбист.

## Биография

### Ранние годы
Родился в Норильске, однако спустя год родители переехали в Красноярск. В 9 лет начал заниматься в секции регби. Первый тренер - Виктор Николаевич Кравченко.

### Начало карьеры
С 2002 года в системе клуба. В 2003 был отправлен в только что сформированную команду «Атом». Там сыграл несколько матчей и был отправлен в «Металлург» из Новокузнецка, где играл вместе с будущим одноклубником — Антоном Рудым.

### Карьера в «Енисее»
В 2005 вернулся в Енисей-СТМ, где в основном выходил на замену. Свою первую попытку в составе «Енисей-СТМ» приземлил 15 октября 2005 года в матче с «Пензой». В 2005 стал чемпионом страны. Постепенно стал основным правым столбом команды. В 2011 году в допинг-пробе нашли запрещенный препарат - фуросемид. Получил всего полгода дисквалификации - комиссия учла две тяжелые травмы и чистую допинговую историю. Становился чемпионом России.

### Карьера в сборной
Дебютировал в сборной в 2005 году. Сыграл 54 матча.

### Личная жизнь
Не женат. Увлекается кольцевыми гонками на квадроциклах.

## Достижения
- Чемпион России — 2005, 2012, 2014, 2016, 2017
- Обладатель Кубка России — 2008, 2014, 2016, 2017